# 763
Раннє Середньовіччя. У Східній Римській імперії триває правління Костянтина V. Більшу частину території Італії займає Лангобардське королівство, Рим і Равенна під управлінням Папи Римського, деякі області на півночі та на півдні належать Візантії. У Франкському королівстві править король Піпін Короткий. Піренейський півострів, окрім Королівства Астурія, займає Кордовський емірат. В Англії триває період гептархії. Центр Аварського каганату лежить у Паннонії. Існують слов'янські держави: Карантанія та Перше Болгарське царство.
Аббасидський халіфат займає великі території в Азії та Північній Африці. У Китаї править династія Тан. В Індії почалося піднесення імперії Пала. У Японії триває період Нара. Хазарський каганат підпорядкував собі кочові народи на великій степовій території між Азовським морем та Аралом. Територію на північ від Китаю займає Уйгурський каганат.
На території лісостепової України в VIII столітті виділяють пеньківську й корчацьку археологічні культури. У VIII столітті тривало швидке розселення слов'ян. У Північному Причорномор'ї співіснують різні кочові племена, зокрема булгари, хозари, алани, авари, тюрки, кримські готи.

## Події
- Повстання Алідів у Аббасидському халіфаті, що розпочалася минулого року, завершилося поразкою повстанців.
- У Китаї поразкою завершилося повстання, розпочате Ань Лушанєм.
- Тибетські війська Тисрондецана захопили столицю Китаю Чан'ань й утримували її 16 днів.
- Уйгури прийняли маніхейство.
- Війська франкського короля Піпіна Короткого продовжили успішну кампанію в Аквітанії проти Вайфара.
- Візантійські війська здобули в битві при Анхіало вирішальну перемогу над булгарами біля Бургасу й змусили хана Телеця підписати мир.
- Неополітанський дука Стефан II відмовився від союзу з Константинополем на користь Рима, визнавши фактично сюзеренітет папи Римського.
- Патріархи Антіохії, Єрусалима та Александрії відлучили від церкви єпископа, який вкрав священну вазу, прикриваючись іконоборством. Цим вони продемонстрували незгоду з рішеннями Іконоборчого собору[1].

## Виноски
1. ↑  Eduard von Muralt Essai de chronographie byzantine pour servir à l'examen des annales du Bas-Empire et particulièrement des chronographes slavons de 395 à 1057. Eggers, 1855